# Middle Plantation (Virginia)
Middle Plantation var en by uden selvstændig retssubjektivitet, som som blev grundlagt i 1632. Byen skiftede navn i 1699 og blev til det nuværende Williamsburg. Byen var placeret på høj jord ca. halvvejs over Virginiahalvøen mellem James River og York River. Middle Plantation repræsenterede den første store bosættelse inde i landet, væk fra kysterne for kolonien. Byen blev oprettet ved en lovmæssig bestemmelse for at skabe en forbindelse mellem Jamestown og Chiskiack, en bosættelse beliggende overfor halvøen på York-flodens bred.

## Oversigt
Byens vækst blev tilskyndet ved færdiggørelsen af en kontinuerlig befæstning, eller palisade, på tværs af halvøen i 1634 med en afstand på ca. 10 km mellem Archer's Hope Creek (senere omdøbt til College Creek), som bortledes syd til James River og Queen's Creek, der bortledes nord til York-floden. 1634 blev James City Shire også etableret af Burgesses Hus for at inkludere Middle Plantation og det omkringliggende område. James City Shire blev senere erstattet af  James City County, det ældste amt i USA.
Efterhånden som den lille by voksede op, blev der bygget en ny kirke i Bruton-sognet. I 1693 blev Middle Plantation valgt som placeringen for det nye College of William & Mary. Efter at have fungeret som et midlertidigt mødested flere gange under eventualiteterne fra det 17. århundrede, da kolonihovedstaden havde været placeret i Jamestown, blev Middle Plantation den nye hovedstad i Kolonien Virginia i 1699. Byen blev dog hurtigt omdøbt til Williamsburg til ære for King William III i Storbritannien, og er i dag stedet for det historiske distrikt kendt som Colonial Williamsburg.
Kongelig guvernør Sir Francis Nicholson beskrev Middle Plantation som et sted hvor "krystalklare kilder sprængte fra champagnejorden."

## Geografi
Middle Plantation var placeret på en højderyg på den vestlige kant af et geografisk plateau i Tidewater-regionen i det sydøstlige Virginia, hvorfra landet med de kystnære sletter skråner mod øst ned til havoverfladen i den nedre ende af Virginia halvøen. På dette tidspunkt var halvdelen af halvøen relativt snæver mellem to åer, der drænet ind i James-floden og York-floden. Så meget af den nederste halvø i øst blev afgjort, det var et naturligt punkt for de engelske bosættere, der etablerede Jamestown og Virginia Colony, der begyndte i 1607 at opbygge en forsvarslinje under tidlige konflikter med indianerne.